# فالفيردي (بافيا)
فالفيردي (بالإيطالية: Valverde, Lombardy)‏ هي بلدة تقع في مقاطعة بافيا بإقليم لومبارديا في شمال إيطاليا. تبلغ مساحة هذه المدينة 14.8 (كم²)، وترتفع عن سطح البحر م، بلغ عدد سكانها 333 نسمة في عام 2004 حسب إحصاء المعهد الوطني للإحصاء.

## السكان
في سنة 1861 بلغ عدد السكان 956 نسمة، وتطور العدد ليصل في سنة 2011 لـ 299 نسمة.
يظهر هذا المخطط البياني تطور النمو السكاني لـ فالفيردي (بافيا)

## أعلام
- بييرو ماريني